# Desa Mandalasari (administrativ by i Indonesien, Banten, lat -6,29, long 106,01)
Desa Mandalasari är en administrativ by i Indonesien.   Den ligger i provinsen Banten, i den västra delen av landet, 90 km väster om huvudstaden Jakarta.